# Arie van der Stel
Arie Gerrit van der Stel (Den Haag, 24 april 1894 - Den Haag 31 januari 1986) was een Nederlandse weg- en baanwielrenner. Hij nam deel aan de Olympische Zomerspelen van 1920 waar hij zevenentwintigste werd op de tijdrit, in het landenklassement werd hij samen met Nico de Jong, Piet Kloppenburg en Piet Ikelaar zesde. Tijdens de 50km op de baan wist hij niet te finishen. 
Van der Stel maakte deel uit van het team van Sparta dat in 1919 het Nederlands clubkampioenschap wielrennen wist te winnen.